# Merkaz ha-rav
Merkaz ha-rav (hebrejsky מרכז הרב, doslovně rabínské centrum) je nábožensko-sionistická ješiva v Jeruzalémě, založená roku 1924 rabínem A. I. Kookem. Stala se synonymem pro jeho učení.

## Historie
Po smrti A. I. Kooka roku 1935 se stal roš ješiva jeho žák rabi Ja'akov Moše Harlap. Ten vedl ješivu do své smrti roku 1951. Po něm převzal funkci rabi Cvi Jehuda Kook, syn r. A. I. Kooka. V letech 1982–2007 rabi Avraham Šapira a po něm jeho syn rabiJa'akov Šapira. V současnosti zde studuje 500 studentů, včetně 200 studentů kolelu (postgraduální oddělení).
Roku 1964 byla v kampusu otevřena Ješivat Jerušalajim le-ce'irim (Jašlac).

## Významní absolventi[3]
- rabi Šlomo Aviner,
- rabi Ja'akov Ari'el,
- rabi Jo'el Bin-Nun,
- Azri'el Carlebach, zakladatel novin Ma'ariv,
- rabi Chajim Drukman,
- rabi Moše Levinger, obnovitel židovské čtvrti v Hebronu,
- rabi Zalman Baruch Melamed,
- rabi Uri Šerki,
- rabi Eliezer Melamed,
- David Razi'el, velitel Irgunu,
- Michel Warschawski, levicový aktivista a autor, spoluzakladatel Alternativního informačného centra[4],
- rabi David Peter, pražský vrchní rabín.

## Masakr v Merkaz ha-rav
V noci 6. března 2008 vstoupil do ješivy Alaa Abu Dhein[zdroj?], Arab z východojeruzalémské čtvrti Džabel Mukaber a začal střílet. Zavraždil osm a zranil dalších 15 studentů, než byl zneškodněn spojeným úsilím studenta ješivy Jicchaka Dadona a jejího absolventa Davida Šapiry, důstojníka Izraelských obranných sil.
Oběti:
- Jochaj Lifšic, 18 let, ze Starého Města v Jeruzalémě
- Jonatan Jicchak Eldar, 16 let, ze Šila
- Jonadav Chajim Hiršfeld, 19 let, z Kochav ha-Šachar
- Nerija Kohen, 15 let, ze Starého Města v Jeruzalémě
- Segev Peniel Avichail, 15 let, z Neve Danijel
- Avraham David Moses, 16 let, z Efrat
- Ro'i Roth, 18 let, z Elkany
- Doron Mahareta, 26 let, z Ašdodu[6][7]